# Biegi narciarskie na Zimowych Igrzyskach Olimpijskich 1994
Konkurencje biegów narciarskich podczas Zimowych Igrzysk Olimpijskich w 1994 roku zostały przeprowadzone w dniach 13 - 27 lutego 1994 w miejscowości Lillehammer, w głównym mieście igrzysk na trasie biegowej Birkebeineren skistadion.  W ramach igrzysk zawodniczki i zawodnicy walczyli w pięciu konkurencjach – łącznie rozdanych zostało zatem dziesięć kompletów medali. O medale igrzysk olimpijskich biegacze narciarscy rywalizowali po raz siedemnasty, a biegaczki po raz dwunasty w historii.

## Terminarz
| Data           | Miejscowość | Konkurencja                                           | Złoto            | Srebro             | Brąz                    |
| -------------- | ----------- | ----------------------------------------------------- | ---------------- | ------------------ | ----------------------- |
| 13 lutego 1994 | Lillehammer | Bieg indywidualny kobiet na 15 km stylem dowolnym     | Manuela Di Centa | Lubow Jegorowa     | Nina Gawriluk           |
| 14 lutego 1994 | Lillehammer | Bieg mężczyzn na 30 km stylem dowolnym                | Thomas Alsgaard  | Bjørn Dæhlie       | Mika Myllylä            |
| 15 lutego 1994 | Lillehammer | Bieg indywidualny kobiet na 5 km stylem klasycznym    | Lubow Jegorowa   | Manuela Di Centa   | Marja-Liisa Kirvesniemi |
| 17 lutego 1994 | Lillehammer | Bieg pościgowy kobiet na 15 km                        | Lubow Jegorowa   | Manuela Di Centa   | Stefania Belmondo       |
| 17 lutego 1994 | Lillehammer | Bieg indywidualny mężczyzn na 10 km stylem klasycznym | Bjørn Dæhlie     | Władimir Smirnow   | Marco Albarello         |
| 19 lutego 1994 | Lillehammer | Bieg pościgowy mężczyzn na 25 km                      | Bjørn Dæhlie     | Władimir Smirnow   | Silvio Fauner           |
| 22 lutego 1994 | Lillehammer | Sztafeta kobiet 4 × 5 km                              | Rosja            | Norwegia           | Włochy                  |
| 22 lutego 1994 | Lillehammer | Sztafeta mężczyzn 4 × 10 km                           | Włochy           | Norwegia           | Finlandia               |
| 24 lutego 1994 | Lillehammer | Bieg masowy kobiet na 30 km stylem klasycznym         | Manuela Di Centa | Marit Mikkelsplass | Marja-Liisa Kirvesniemi |
| 27 lutego 1994 | Lillehammer | Bieg masowy mężczyzn na 50 km stylem klasycznym       | Władimir Smirnow | Mika Myllylä       | Sture Sivertsen         |

## Kobiety

### Bieg na 15 km
| Miejsce | Zawodniczka          | Reprezentacja | Czas    | Strata  |
| ------- | -------------------- | ------------- | ------- | ------- |
|         | Manuela Di Centa     | Włochy        | 39:44,5 | -       |
|         | Lubow Jegorowa       | Rosja         | 41:03,0 | +1:18,5 |
|         | Nina Gawriluk        | Rosja         | 41:10,4 | +1:25,9 |
| 4.      | Stefania Belmondo    | Włochy        | 41:33,6 | +1:49,1 |
| 5.      | Łarisa Łazutina      | Rosja         | 41:57,6 | +2:13,1 |
| 6.      | Jelena Välbe         | Rosja         | 42:26,6 | +2:42,1 |
| 6.      | Antonina Ordina      | Szwecja       | 42:29,1 | +2:44,6 |
| 8.      | Alžběta Havrančíková | Słowacja      | 42:34,4 | +2:49,9 |
| 9.      | Sophie Villeneuve    | Francja       | 42:41,3 | +2:56,8 |
| 10.     | Anita Moen           | Norwegia      | 42:42,9 | +2:58,4 |

Data: 13.02.1994

### Bieg na 5 km
| Miejsce | Zawodniczka             | Reprezentacja | Czas    | Strata |
| ------- | ----------------------- | ------------- | ------- | ------ |
|         | Lubow Jegorowa          | Rosja         | 14:08,8 | -      |
|         | Manuela Di Centa        | Włochy        | 14:28,3 | +19,5  |
|         | Marja-Liisa Kirvesniemi | Finlandia     | 14:36,0 | +27,2  |
| 4.      | Anita Moen              | Norwegia      | 14:39,4 | +30,6  |
| 5.      | Inger Helene Nybråten   | Norwegia      | 14:43,6 | +34,8  |
| 6.      | Łarisa Łazutina         | Rosja         | 14:44,2 | +35,4  |
| 7.      | Trude Dybendahl         | Norwegia      | 14:48,1 | +39,3  |
| 8.      | Kateřina Neumannová     | Czechy        | 14:49,6 | +40,8  |
| 9.      | Pirkko Määttä           | Finlandia     | 14:51,5 | +42,7  |
| 10.     | Antonina Ordina         | Szwecja       | 14:59,2 | +50,4  |

Data: 15.02.1994

### Bieg łączony
| Miejsce | Zawodniczka         | Reprezentacja | Czas    | Strata  |
| ------- | ------------------- | ------------- | ------- | ------- |
|         | Lubow Jegorowa      | Rosja         | 41:38,9 | -       |
|         | Manuela Di Centa    | Włochy        | 41:46,7 | +7,8    |
|         | Stefania Belmondo   | Włochy        | 42:21,1 | +42,2   |
| 4.      | Łarisa Łazutina     | Rosja         | 42:36,8 | +57,9   |
| 5.      | Nina Gawriluk       | Rosja         | 42:37,5 | +58,6   |
| 6.      | Trude Dybendahl     | Norwegia      | 42:50,3 | +1:11,4 |
| 7.      | Kateřina Neumannová | Czechy        | 42:50,4 | +1:11,5 |
| 8.      | Anita Moen          | Norwegia      | 43:21,6 | +1:42,7 |
| 9.      | Antonina Ordina     | Szwecja       | 43:31,7 | +1:52,8 |
| 10.     | Sophie Villeneuve   | Francja       | 43:37,7 | +1:58,8 |

Data: 15.-17.02.1994

### Sztafeta 4 x 5 km
| Miejsce | Reprezentacja     | Zawodniczki                                                                  | Czas      | Strata  |
| ------- | ----------------- | ---------------------------------------------------------------------------- | --------- | ------- |
|         | Rosja             | Jelena Välbe Łarisa Łazutina Nina Gawriluk Lubow Jegorowa                    | 57:12,5   | -       |
|         | Norwegia          | Trude Dybendahl Inger Helene Nybråten Elin Nilsen Anita Moen                 | 57:42,6   | +30,1   |
|         | Włochy            | Bice Vanzetta Manuela Di Centa Gabriella Paruzzi Stefania Belmondo           | 58:42,6   | +1:30,1 |
| 4.      | Finlandia         | Pirkko Määttä Marja-Liisa Kirvesniemi Merja Lahtinen Marjut Rolig            | 59:15,9   | +2:03,4 |
| 5.      | Szwajcaria        | Sylvia Honegger Silke Schwager Barbara Mettler Brigitte Albrecht             | 1:00:05,1 | +2:52,6 |
| 6.      | Szwecja           | Anna Frithioff Marie-Helene Östlund Anna-Lena Fritzon Antonina Ordina        | 1:00:05,8 | +2:53,3 |
| 7.      | Słowacja          | Ľubomíra Balážová Jaroslava Bukvajová Tatiana Kutlíková Alžbeta Havrančíková | 1:01:00,2 | +3:47,7 |
| 8.      | Polska            | Michalina Maciuszek Małgorzata Ruchała Dorota Kwaśny Bernadeta Bocek         | 1:01:13,2 | +4:00,7 |
| 9.      | Czechy            | Martina Vondrová Iveta Zelingerová Kateřina Neumannová Lucie Chroustovská    | 1:02:02,1 | +4:49,6 |
| 10.     | Stany Zjednoczone | Laura Wilson Nina Kemppel Laura McCabe Leslie Thompson                       | 1:02:28,4 | +5:15,9 |

Data: 21.02.1994

### Bieg na 30 km
| Miejsce | Zawodniczka             | Reprezentacja | Czas      | Strata  |
| ------- | ----------------------- | ------------- | --------- | ------- |
|         | Manuela Di Centa        | Włochy        | 1:25:41,6 | -       |
|         | Marit Mikkelsplass      | Norwegia      | 1:25:57,8 | +16,2   |
|         | Marja-Liisa Kirvesniemi | Finlandia     | 1:26:13,6 | +32,0   |
| 4.      | Trude Dybendahl         | Norwegia      | 1:26:52,6 | +1:11,0 |
| 5.      | Lubow Jegorowa          | Rosja         | 1:26:54,8 | +1:13,2 |
| 6.      | Jelena Välbe            | Rosja         | 1:26:57,4 | +1:15,8 |
| 7.      | Inger Helene Nybråten   | Norwegia      | 1:27:11,2 | +1:29,6 |
| 8.      | Marjut Rolig            | Finlandia     | 1:27:51,4 | +2:09,8 |
| 9.      | Swietłana Nagiejkina    | Rosja         | 1:27:57,2 | +2:15,6 |
| 10.     | Anita Moen              | Norwegia      | 1:28:18,1 | +2:36,5 |

Data: 24.02.1994

## Mężczyźni

### Bieg na 30 km
| Miejsce | Zawodnik         | Reprezentacja | Czas      | Strata  |
| ------- | ---------------- | ------------- | --------- | ------- |
|         | Thomas Alsgaard  | Norwegia      | 1:12:26,4 | -       |
|         | Bjørn Dæhlie     | Norwegia      | 1:13:13,6 | +47,2   |
|         | Mika Myllylä     | Finlandia     | 1:14:14,5 | +1:48,1 |
| 4.      | Michaił Botwinow | Rosja         | 1:14:43,3 | +2:16,9 |
| 5.      | Maurilio De Zolt | Włochy        | 1:14:55,5 | +2:29,1 |
| 6.      | Jari Isometsä    | Finlandia     | 1:15:12,5 | +2:46,1 |
| 7.      | Silvio Fauner    | Włochy        | 1:15:27,7 | +3:01,3 |
| 8.      | Egil Kristiansen | Norwegia      | 1:15:37,7 | +3:11,3 |
| 9.      | Johann Mühlegg   | Niemcy        | 1:15:42,8 | +3:16,4 |
| 10.     | Władimir Smirnow | Kazachstan    | 1:16:01,8 | +3:35,4 |

Data: 17.02.1994

### Bieg 10 km
| Miejsce | Zawodnik          | Reprezentacja | Czas    | Strata  |
| ------- | ----------------- | ------------- | ------- | ------- |
|         | Bjørn Dæhlie      | Norwegia      | 24:20,1 | -       |
|         | Władimir Smirnow  | Kazachstan    | 24:38,3 | +18,2   |
|         | Marco Albarello   | Włochy        | 24:42,3 | +22,2   |
| 4.      | Michaił Botwinow  | Rosja         | 24:58,9 | +38,8   |
| 5.      | Sture Sivertsen   | Norwegia      | 24:59,7 | +39,6   |
| 6.      | Mika Myllylä      | Finlandia     | 25:05,3 | +45,2   |
| 7.      | Vegard Ulvang     | Norwegia      | 25:08,0 | +47,9   |
| 8.      | Silvio Fauner     | Włochy        | 25:08,1 | +48,0   |
| 9.      | Harri Kirvesniemi | Finlandia     | 25:13,2 | +53,1   |
| 10.     | Alois Stadlober   | Austria       | 25:25,4 | +1:05,3 |

Data: 17.02.1994

### Bieg łączony
| Miejsce | Zawodnik         | Reprezentacja | Czas      | Strata  |
| ------- | ---------------- | ------------- | --------- | ------- |
|         | Bjørn Dæhlie     | Norwegia      | 1:00:08,8 | -       |
|         | Władimir Smirnow | Kazachstan    | 1:00:38,0 | +29,2   |
|         | Silvio Fauner    | Włochy        | 1:01:48,6 | +1:39,8 |
| 4.      | Mika Myllylä     | Finlandia     | 1:01:55,9 | +1:47,1 |
| 5.      | Michaił Botwinow | Rosja         | 1:01:57,8 | +1:49,0 |
| 6.      | Jari Räsänen     | Finlandia     | 1:02:03,7 | +1:54,9 |
| 7.      | Sture Sivertsen  | Norwegia      | 1:02:09,7 | +2:01,9 |
| 8.      | Johann Mühlegg   | Niemcy        | 1:02:31,2 | +2:22,4 |
| 9.      | Giorgio Vanzetta | Włochy        | 1:02:31,6 | +2:22,8 |
| 10.     | Marco Albarello  | Włochy        | 1:02:34,1 | +2:25,3 |

Data: 17.-19.02.1994

### Sztafeta 4 x 10 km
| Miejsce | Reprezentacja | Zawodnicy                                                               | Czas      | Strata  |
| ------- | ------------- | ----------------------------------------------------------------------- | --------- | ------- |
|         | Włochy        | Maurilio De Zolt Marco Albarello Giorgio Vanzetta Silvio Fauner         | 1:41:15,0 | -       |
|         | Norwegia      | Sture Sivertsen Vegard Ulvang Thomas Alsgaard Bjørn Dæhlie              | 1:41:15,4 | +0,4    |
|         | Finlandia     | Mika Myllylä Harri Kirvesniemi Jari Räsänen Jari Isometsä               | 1:42:15,6 | +1:00,6 |
| 4.      | Niemcy        | Torald Rein Jochen Behle Peter Schlickenrieder Johann Mühlegg           | 1:44:26,7 | +3:11,7 |
| 5.      | Rosja         | Andriej Kiriłłow Aleksiej Prokurorow Giennadij Łazutin Michaił Botwinow | 1:44:29,2 | +3:14,2 |
| 6.      | Szwecja       | Jan Ottosson Christer Majbäck Anders Bergström Henrik Forsberg          | 1:45:22,7 | +4:07,7 |
| 7.      | Szwajcaria    | Jeremias Wigger Hans Diethelm Jürg Capol Giachem Guidon                 | 1:47:12,2 | +5:57,2 |
| 8.      | Czechy        | Lubomír Buchta Václav Korunka Jiří Teplý Pavel Benc                     | 1:47:12,6 | +5:57,6 |
| 9.      | Kazachstan    | Nikołaj Iwanow Pawieł Korolew Andriej Niewzorow Pawieł Rjabinin         | 1:47:41,3 | +6:26,3 |
| 10.     | Francja       | Philippe Sanchez Patrick Remy Hervé Balland Stéphane Azambre            | 1:48:25,1 | +7:10,1 |

Data: 22.02.1994

### Bieg na 50 km
| Miejsce | Zawodnik         | Reprezentacja | Czas      | Strata  |
| ------- | ---------------- | ------------- | --------- | ------- |
|         | Władimir Smirnow | Kazachstan    | 2:07:20,3 | -       |
|         | Mika Myllylä     | Finlandia     | 2:08:41,9 | +1:21,6 |
|         | Sture Sivertsen  | Norwegia      | 2:08:49,0 | +1:28,7 |
| 4.      | Bjørn Dæhlie     | Norwegia      | 2:09:11,4 | +1:51,1 |
| 5.      | Erling Jevne     | Norwegia      | 2:09:12,2 | +1:51,9 |
| 6.      | Christer Majbäck | Szwecja       | 2:10:03,8 | +2:43,5 |
| 7.      | Maurilio De Zolt | Włochy        | 2:10:12,1 | +2:51,8 |
| 8.      | Giorgio Vanzetta | Włochy        | 2:10:16,4 | +2:56,1 |
| 9.      | Michaił Botwinow | Rosja         | 2:10:18,9 | +2:58,6 |
| 10.     | Vegard Ulvang    | Norwegia      | 2:10:40,0 | +3:19,7 |

Data: 27.02.1994

## Klasyfikacja medalowa
| Miejsce | Państwo    | złoto | srebro | brąz | Razem |
| ------- | ---------- | ----- | ------ | ---- | ----- |
| 1.      | Norwegia   | 3     | 4      | 1    | 8     |
| 2.      | Włochy     | 3     | 2      | 4    | 9     |
| 3.      | Rosja      | 3     | 1      | 1    | 5     |
| 4.      | Kazachstan | 1     | 2      | 0    | 3     |
| 5.      | Finlandia  | 0     | 1      | 4    | 5     |